# Trawden
Trawden is een plaats en civil parish in het bestuurlijke gebied Pendle, in het Engelse graafschap Lancashire.